# Ідеальний орендар
«Ідеальний орендар» (тур. Kusursuz Kiracı) — турецький телесеріал 2022 року у жанрі драми, комедії, детективу та створений компанією MF Yapım. В головних ролях — Ділан Чічек Деніз, Серкай Тютюнджю, Бенну Їлдиримлар, Меліса Донгель.
Перша серія вийшла в ефір 30 серпня 2022 року.
Серіал має 1 сезон. Завершився 6-м епізодом, який вийшов у ефір 4 жовтня 2022 року.
Режисер серіалу — Юсуф Пірхасан.
Сценарист серіалу — Нермін Йилдирим.

## Сюжет
Мона — молода жінка, яка виросла в дитячому будинку. Вона працює в інтернет-газеті і останнім часом пише про випадки підпалів будинків у різних частинах Стамбула. Одного разу, вона зустрічає фоторепортера Якупа, який прийшов зробити ту ж новину. Хоча вони подобаються один одному, вони сваряться через те, що мають абсолютно протилежні характери. Повертаючись з новин, Мона бачить, що господар будинку, з яким вона вже посварилася, виставив її речі перед дверима. Вона змушена прийняти пропозицію свого нового знайомого Якупа стати орендарем у його будинку. Однак у перший же день, коли Мона переїжджає в квартиру, вона розуміє, що в квартирі відбуваються дивні речі.

## Актори та ролі
| Актор                | Роль                |
| -------------------- | ------------------- |
| Ділан Чічек Деніз    | Маноля «Мона» Ункап |
| Серкай Тютюнджю      | Якуп Ортач          |
| Бенну Їлдиримлар     | Мадам Вула          |
| Меліса Донгель       | Лейла               |
| Озлем Токаслан       | Хамієт              |
| Рухі Сарі            | Самі                |
| Рючхан Чалишкур      |                     |
| Бейті Енгін          | Джунейт Гьоктурк    |
| Умму Путгюль         | Сабахат Гьоктурк    |
| Умут Курт            | Ніхат Дінч          |
| Деніз Дженгіз        | Сузі Дінч           |
| Хасан Шахінтюрк      | Музаффер Ортач      |
| Алптекін Серденгечті |                     |

## Сезони
| Сезон | Епізоди | Епізоди | Оригінальний показ | Оригінальний показ | Оригінальний показ |
| Сезон | Епізоди | Епізоди | Перший показ       | Останній показ     | Мережа             |
| ----- | ------- | ------- | ------------------ | ------------------ | ------------------ |
| 1     | 6       | 6       | 30 серпня 2022     | 4 жовтня 2022      | FOX                |

## Рейтинги серій

### Сезон 1 (2022)
| Серія     | Рейтинг (TOTAL) | Рейтинг (AB) | Рейтинг (ABC1) |
| --------- | --------------- | ------------ | -------------- |
| 1         | 3.24            | 3.09         | 3.28           |
| 2         | 4.15            | 3.05         | 3,58           |
| 3         | 3,54            | 2.63         | 3.20           |
| 4         | 2.03            | 1.54         | 2.29           |
| 5         | 1.45            | 1.17         | 1.43           |
| 6 (фінал) | 1.93            | 1.39         | 1.75           |